# پرچم سفید (آلبوم)
پرچم سفید نام پنجمین آلبوم رسمی استودیویی محسن چاوشی است. این آلبوم با ترانه‌های حسین صفا و اسلام ولی محمدی؛ آهنگسازی محسن چاوشی و نیز تنظیم‌های محسن چاوشی، کوشان حداد، سینا حجازی، امیر جمال‌فرد و شهاب اکبری، به سبک پاپ راک ساخته شده‌است.

## فهرست قطعه‌ها
| نام ترانه       | ترانه‌سرا        | آهنگساز    | تنظیم         |
| --------------- | --------------- | ---------- | ------------- |
| مردم آزار       | حسین صفا        | محسن چاوشی | سینا حجازی    |
| جوابم نکن       | حسین صفا        | محسن چاوشی | شهاب اکبری    |
| خوان هفتصد      | اسلام ولی محمدی | محسن چاوشی | امیر جمال فرد |
| با من بمون      | حسین صفا        | محسن چاوشی | محسن چاوشی    |
| خواب بعد از ظهر | حسین صفا        | محسن چاوشی | سینا حجازی    |
| بگو مگو         | حسین صفا        | محسن چاوشی | امیر جمال فرد |
| قطار            | حسین صفا        | محسن چاوشی | کوشان حداد    |
| پرچم سفید       | حسین صفا        | محسن چاوشی | محسن چاوشی    |
| تقاص            | حسین صفا        | محسن چاوشی | محسن چاوشی    |
| هر روز پاییزه   | حسین صفا        | محسن چاوشی | محسن چاوشی    |